# VEF Spīdola
VEF Spīdola (russisk: ВЭФ Спидола) var den første masseproducerede transistorradio med kortbølgemodtager i Sovjetunionen. Den fremstilledes af VEF i Riga i Lettiske SSR siden 1962. Mindre serier med samme navn fremstilledes allerede fra 1960. Radioen var navngivet efter den fiktive heks Spīdola fra det kendte lettisk nationalt epos Lāčplēsis, skrevet af den lettiske digter Andrejs Pumpurs.